# وی‌آرتی
وی‌آرتی (به انگلیسی: Vlaamse Radio- en Televisieomroeporganisatie) سازمان پخش و پخش رادیو و تلویزیون فلاندری یا VRT، پخش‌کننده عمومی خدمات ملی برای منطقه فلاندری و جامعه بلژیک است.